# Церковь Успения Пресвятой Богородицы (Лужны)
 Церковь Успения Пресвятой Богородицы  — православный храм Тульской епархии, расположенный на территории Тульской области.
Престолы: Успения Пресвятой Богородицы, Николая Чудотворца, Всех Святых.

## История
В  1877 году был заложен каменный храм, на средства помещика  Парфения Александровича Лаврова, строительство завершено в 1884 году Главный иконостас храма устроен на средства помещицы Евфросинии Сергеевны Глотовой. Алтари храма - с правой стороны во имя Всех Святых устроен в 1879 году на средства храмоздателя, с левой стороны во имя Николая Чудотворца устроен в 1880 году на средства помещика Николая Филипповича Глотова.
В селе Лужны существовало два деревянных храма, оба во имя Успения Божией Матери. О первом из них сохранились воспоминания, что храм был уничтожен пожаром, был расположен в 5 км от Лужен, недалеко от деревни Кожинка. Народное предание о месте первого храма находит и фактические подтверждения: место, где находился храм с кладбищем, называется могильником, здесь сохранились камни с изображением креста. Второй деревянный храм построен был в 1799 году на средства помещика  Андрея Ивановича Журавлева.
Время возникновения прихода неизвестно, но судя по тому, что настоящий приходской храм его третий уже по счету, приход этот довольно древний по своему образованию. В состав прихода, кроме села, входили сельцо Сторожевое, сельцо Петровское, сельцо Нагаево, деревня Хутор, Александровка и Шаталовские выселки. По состоянию на 1858 год прихожан было 845 мужского пола и 893 женского пола.  Было также 30 человек сектантов, живущих в сельце Нагаево, принадлежат они к секте хлыстовской и скопческой.
При церкви существовало с 1886 года церковно-приходское училище.
Летом 2007 года жителем села Лужны, Николаем Алексеевичем Никишиным была обнаружена массивная чугунная плита с хорошо сохранившейся надписью: «Здесь погребено тело строителя храма сего, боярина Парфения Александровича Лаврова. Скончался 25 февраля 1889 года».
Стараниями жителей села Лужны надгробная плита вернулась на место погребения храмостроителя. По архивным источникам Парфений Александрович Лавров был похоронен у южных дверей построенного им храма.